# Peugeot TH
Il Peugeot TH era un motore a scoppio prodotto tra il 1935 ed il 1950 dalla Casa automobilistica francese Peugeot.

## Caratteristiche

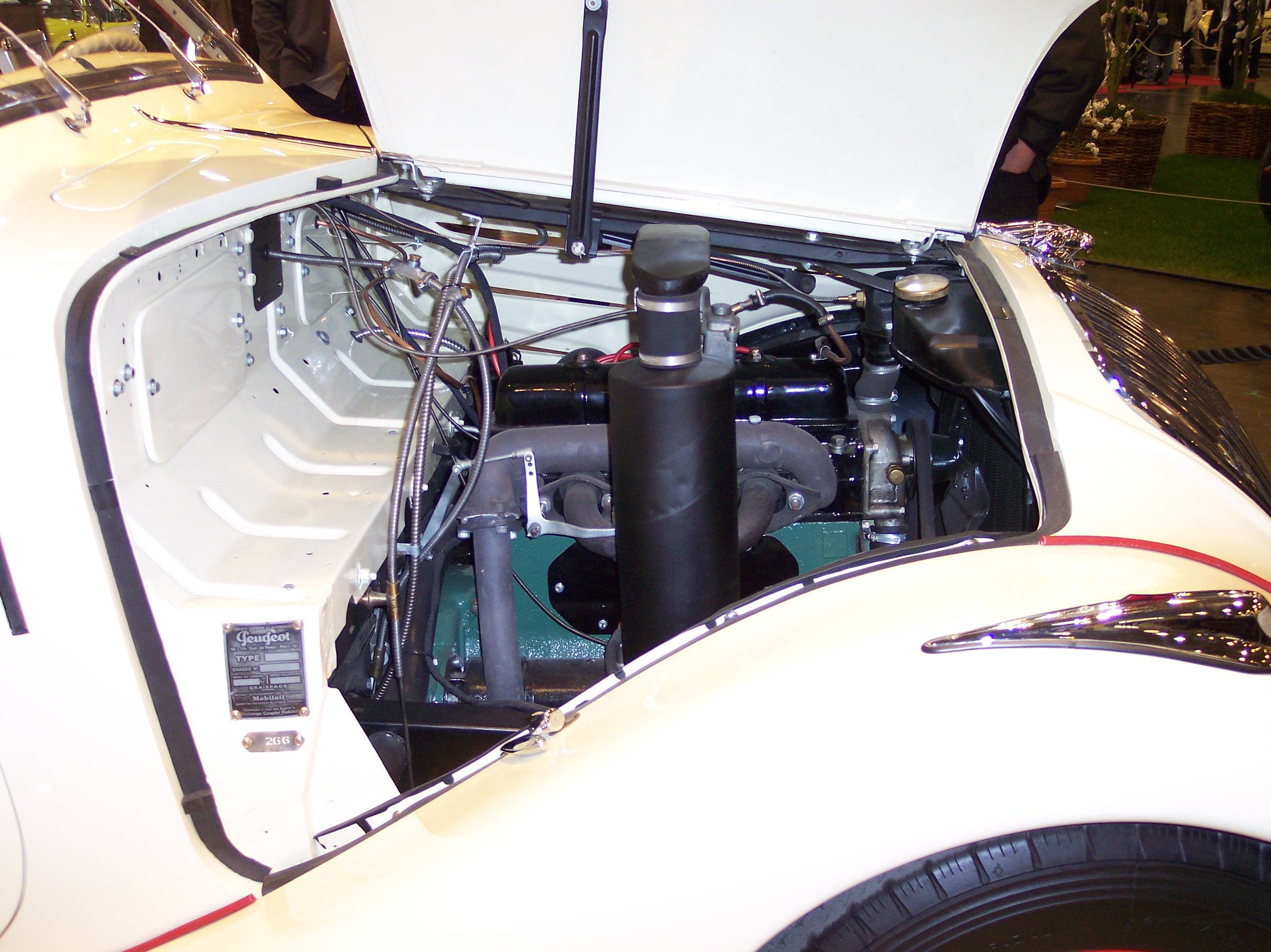
Vista di un motore TH

Lo sviluppo del motore TH avvenne nel 1935 quando era in fase di realizzazione il prototipo di quella vettura di fascia alta che presto sarebbe stata presentata come Peugeot 402 al Salone di Parigi dello stesso anno.

Questo motore era un 4 cilindri in linea con testata e monoblocco in ghisa. Tale motore era a camme integrali e con le sue misure di alesaggio e corsa pari ad 83x92 mm aveva una cilindrata totale di 1991 cm³.

L'alimentazione era affidata ad un carburatore Solex EX22 invertito, mentre la distribuzione era ad albero a camme laterale, con valvole in testa.

La potenza massima era in genere di 55 CV a 4000 giri/min, ma ne è esistita una versione più spinta, che erogava fino a 70 CV a 4250 giri/min. Mentre quest'ultima è stata montata sulle più sportive versioni Darl'Mat e DS della 402, le versioni da 55 CV sono state utilizzate sulla normale produzione 402, dal lancio fino al luglio 1938.

A partire da quella data, infatti, il motore TH beneficiò di una profonda rivisitazione, consistente tra l'altro dell'aumento della cilindrata, portata a 2142 cc grazie all'aumento della corsa da 92 a 99 mm. Il nuovo motore, denominato TH2 presentava però anche un'altra sostanziale novità, consistente nella possibilità di scegliere tra il motore con classica testata di fusione in ghisa o la più innovativa testata in Alpax, un tipo di lega di alluminio.

Nel primo caso la potenza massima arrivava a 60 CV, mentre nel secondo caso raggiungeva i 63 CV. Quest'ultima variante motoristica fu montata sulle versioni di punta della 402, con l'esclusione delle Darl'Mat e delle DS, e sui furgoni DMA e DMAH, prodotti dal 1941 al 1950.
Una versione sottodimensionata del motore TH, denominata TE, è stata montata sulla Peugeot 302.